# No Credit Card
No Credit Card – singel francuskiej piosenkarki Amandy Lear wydany w roku 1985.

## Ogólne informacje
Utwór został utrzymany w stylu tanecznego popu połowy lat 80. Wyprodukował go Roberto Gasparini, a autorem słów i muzyki jest Sangy. Singel nie promował żadnego nowego albumu wokalistki. Został wydany przez niewielką wytwórnię Merak Music, z którą Lear była krótko związana w połowie lat 80., dziś już nieistniejącą. Strona B singla zawierała instrumentalną wersję „No Credit Card”, zatytułowaną „Jungle Beat”. Pomimo promocji, singel nie wszedł na żadne listy przebojów.

## Teledysk
Do utworu powstał teledysk, w którym Amanda Lear występuje w stroju dzikiego tubylca, wędrując poprzez dżunglę, stepy oraz ruchliwe ulice miasta.

## Lista ścieżek
- 7" single[1][2]

1. „No Credit Card” – 3:46
2. „Jungle Beat” – 4:00

- 12" single[3]

1. „No Credit Card” – 6:58
2. „Jungle Beat” – 4:16